# 泰鱼龙属
泰鱼龙是一属生活于早三叠世泰国的鱼龙超目海洋爬行动物。

## 描述
泰鱼龙是一种小型鱼龙类，泰鱼龙和其他早三叠纪鱼龙类具有比后期鱼龙更接近蜥蜴的身形，同时也具有较矮的尾鳍和鳍状肢。虽然与近亲巢湖龙相当相似， 但泰鱼龙也表现出一些差异：他的一些特征与后来适应得更好的鱼龙相似，也具有许多来自鱼龙类的祖征。 

泰鱼龙头骨具有大且圆的眼窝以及长而窄的吻部。巨大的额骨和顶骨都接触颅顶眼。颞颥孔呈四边形，这些孔洞的外缘是由发育良好的眶后骨形成的，眶后的后缘是鳞状骨。眶后后缘有一条细长的嵴。 额后骨不位于颞颥孔开窗边界。

泰鱼龙狭窄的尖牙具有完全相同的形状，牢固地嵌入部分封闭的牙槽中，牙冠的外表面光滑，下颚的牙齿小于上颚。与短尾鱼龙和巢湖龙不同，Mazin及其同事报告说，泰鱼龙的颌后部没有钝牙。然而，Motani在2003年指出，该物种的后牙没有暴露出来，因此无法确认是否具有钝牙。

骶前椎骨的中央椎骨，即位于臀部前方的椎骨较短，与尾部细长得多的椎骨不同。臀部区域的神经棘较高，有些超过了中央脊椎神经棘高度的两倍。泰鱼龙发现的肋骨都只有一个与脊椎关节的连接点。 该物种的的前肢比后肢长，两组四肢都骨头都较为细长。 泰鱼龙具有直的肱骨，前缘没有突出的凸缘。 与巢湖龙类似，泰鱼龙在每个桡骨的上端都有一个大的突起，以及收缩的尺骨。股骨同样笔直，长度约为肱骨的四分之三。 第一掌骨和第五掌骨大小相同。每个后肢总共有五个手指。

## 发现
泰鱼龙的模式标本发现于泰国博他仑府考同山(Hill Khao Thong)，包括保存在白云岩中的头骨，部分脊椎，以及部分不完整的前肢和后肢。同时发现的还有其他两具保存状况较差的化石。其模式标本（编号TF2454）随后与1988年被一支泰国法国联合的古生物学家团队提取，现保存在设于曼谷的泰国矿石资源部门。 Mazin及其同事于1991年将其命名为崇是泰鱼龙，以纪念该物种的发现地。